# Richard Buckminster Fuller
Richard Buckminster Fuller (Milton, 12 luglio 1895 – Los Angeles, 1º luglio 1983) è stato un inventore, architetto, designer, filosofo, scrittore e conduttore televisivo statunitense.
Fu anche professore alla Southern Illinois University.

## Biografia
Fuller nacque il 12 luglio 1895 a Milton, Massachusetts, figlio di Richard Buckminster Fuller e Caroline Wolcott Andrews e pronipote della scrittrice Margaret Fuller. Il padre morì quando Richard era dodicenne e il giovane Fuller passò la giovinezza in una fattoria su un'isola poco lontano dalle coste del Maine. Era solito realizzare oggetti in legno e in gioventù sperimentò idee per costruire delle piccole barche a propulsione umana. Questo gli diede una buona base di conoscenza dell'uso dei materiali e delle tecnologie necessarie a lavorarli, maturando in lui il desiderio di approfondire tali competenze.
Fuller in seguito guadagnò una qualificazione da operatore di macchinari e imparò a lavorare su numerose macchine utensili per la lavorazione delle lamiere.
Frequentò la Milton Academy in Massachusetts e in seguito frequentò l'Università Harvard, ma ne fu espulso due volte: la prima per aver dato spettacolo davanti ad un intero corpo di ballo, la seconda per la sua "irresponsabile mancanza di interesse".
Come dato a margine, ricusò e non si adattò mai all'ambiente delle cosiddette "fratellanze universitarie", tipiche di alcune università americane.
Durante il periodo estivo degli studi alla Harvard lavorò in Canada come meccanico in una filanda e come meccanico in una ditta di inscatolamento. Nel 1917 si sposò con Anne Hewlett e partì per la prima guerra mondiale entrando nella marina militare. Servì come operatore radio di bordo, come editor di giornali e come comandante di una nave soccorso. In seguito tornò alla ditta di inscatolamento di carni, dove era stato operaio ai macchinari, ma acquisendo la qualifica di manager.
Negli anni venti fondò la Stockade Building System insieme al suocero, per produrre case leggere, impermeabili e antincendio. La compagnia fallì.
Nel 1927 a Chicago, a 32 anni, in bancarotta e disoccupato, subì la perdita della figlia Alexandra, che morì di polmonite. Il senso di responsabilità per ciò che era accaduto lo spinse a bere e a contemplare il suicidio. All'ultimo momento, per spersonalizzare la sua sofferenza, decise di trasformare la sua vita in "esperimento": "usata per scoprire cosa un singolo uomo può fare per cambiare il mondo e beneficare l'umanità intera".

Nel Francobollo Statunitense per la commemorazione di Buckminster Fuller e dei suoi contributi nel campo dell'architettura e della scienza, sono presenti alcune delle sue invenzioni. La sua testa è a forma di cupola geodetica, e sono presenti anche una sua automobile e altri veicoli, insieme ad un impianto radar.

Fuller accettò un incarico al Black Mountain College in North Carolina. Lì sviluppò il concetto di cupola geodetica. Progettò il primo edificio a cupola, estremamente leggero, ma "in grado di sostenere il proprio peso", senza apparenti utilizzi pratici.
Il Governo capì l'importanza del progetto e assunse Fuller per costruire cupole per le installazioni dell'esercito. Vennero costruite migliaia di queste cupole in pochi anni.
I successivi cinquanta anni di Fuller sono documentati con cura in 28 "Diari": sono gli anni in cui crea le sue principali invenzioni nel campo dell'edilizia, del trasporto e delle costruzioni. Con la piccola eredità della madre Fuller finanziò i suoi esperimenti e investì nello sviluppo della Dymaxion Car: è durante una delle presentazioni della sua auto che incontrò Jacque Fresco.
Fuller credeva che la società umana si sarebbe presto approvvigionata di energia principalmente da fonti rinnovabili, come l'energia solare e eolica. Fuller ottenne 25 brevetti e numerosi dottorati onorari. Il 16 gennaio 1970 ricevette la Medaglia d'Oro dall'American Institute of Architects. Il 23 febbraio 1983 fu premiato con la Medaglia presidenziale della libertà dal Presidente Reagan. Morì a 88 anni, mentre sua moglie era in coma per un cancro. Durante una visita in ospedale si alzò di colpo esclamando "Sta stringendomi la mano!". L'emozione provata gli causò un attacco cardiaco e morì un'ora dopo. Sua moglie lo seguì 36 ore più tardi. È sepolto al Mount Auburn Cemetery di Cambridge, nei pressi della Harvard University di Boston, nel Massachusetts.

## Maggiori progetti

### Cupole geodetiche
Fuller è famoso principalmente per le sue cupole geodetiche, che sono parte anche delle moderne stazioni radar, di edifici civili e tensostrutture. La loro costruzione si basa sull'estensione di alcuni principi base dei solidi semplici, come il tetraedro, l'ottaedro e solidi con numero di facce maggiore che possono considerarsi approssimazione della sfera. Le strutture così concepite sono estremamente leggere e stabili. La cupola geodetica è stata brevettata nel 1954, ed è stata una parte fondamentale del processo creativo di Fuller teso all'esplorazione della natura per inventare nuove soluzioni di design.

### Costruzioni in carta e cartone
Negli anni cinquanta, Fuller intuì le potenzialità della carta e del cartone come materiale da costruzione, anticipando di 40 anni le innovative applicazioni di Shigeru Ban: Fuller utilizzò la carta nel brevetto del sistema delle Paperboard Domes, cupole geodetiche destinate a fornire alloggio ai fanti dei Marines. La piena applicabilità dell'idea sottesa alle Paperboard Domes dovette confrontarsi con le criticità legate alla scarsa idrorepellenza dei materiali, che Shigeru Ban poté superare avvalendosi di vernici poliuretaniche.
Nel 1954 a Milano nel giardino Sforza Fuller espose un'innovativa cupola in cartone colorato di arancione, dal diametro di 10 metri, per un peso di 600 kg, involucro esterno di un'abitazione unifamiliare di circa 95 m2. Montata sul posto con l'ausilio di pochi utensili, si aggiudicò il Gran Premio alla Triennale milanese.

### Automobili
Precedentemente Fuller aveva progettato e costruito diversi prototipi di automobili, con l'obiettivo di realizzare mezzi più sicuri, aerodinamici e veloci.

#### Dymaxion Car
Il più riuscito e interessante è la Dymaxion Car (da DYnamic MAXimum tensION).
La Dimaxion rappresentava un esperimento radicale. Lavorando con un'équipe di colleghi per tre anni a partire dal 1932, Fuller implementa in un'auto idee derivate dalla progettazione di aerei, e ne realizza tre prototipi.
Innanzitutto, la Dymaxion ha solo tre ruote, due sul davanti montate su un asse motore, e una sterzante dietro; sotto il pianale era collocato il motore ad alto rendimento.
Sia il telaio che la carrozzeria erano molto originali, a forma di goccia: uno dei prototipi era lungo poco più di 6 metri, e poteva portare fino a 11 persone.
La finitura della carrozzeria ricordava da vicino quella dei moderni aerei in laminati metallici.
Nonostante la lunghezza insolita, l'auto era molto manovrabile grazie al suo design a tre ruote, e poteva manovrare in un raggio minimo.
Fuller spese molto del denaro ereditato da sua madre in questo progetto, e così fecero anche i suoi collaboratori; coinvolse anche alcuni investitori, anticipando che l'auto avrebbe viaggiato a oltre 160 km/h con ineguagliata autonomia.
Però alcuni difetti di base nel progetto limitarono i prototipi a 80 km/h, sopra i quali diventavano poco manovrabili e, durante le operazioni di miglioramento, uno dei prototipi fu coinvolto in un incidente.
Nel 1943 l'industriale Henry J. Kaiser chiese a Fuller di sviluppare un'auto a partire dai grandi prototipi, e Fuller progettò un'utilitaria a 5 posti. L'auto non entrò in produzione, ma esiste un filmato d'epoca realizzato da Fuller in cui l'auto viene mostrata mentre percorre una stretta rotatoria in una piazzetta, a velocità molto sostenuta.

### Dymaxion Map
Un'altra delle idee di Fuller fu la Dymaxion Map, una rappresentazione della Terra pensata per ridurre al minimo la distorsione dovuta alla proiezione in pianta piana di una superficie sferica.

la Dymaxion Map di Fuller

### Dymaxion House
La Dymaxion philosophy fu portata anche in edilizia, con la Dymaxion House, una casa ad alta efficienza energetica che non entrò mai in produzione. Una delle case così costruite da Fuller è in esposizione permanente presso l'Henry Ford Museum di Dearborn, Michigan. Progettata negli anni quaranta questo prototipo è una struttura sferica (non una cupola), sagomata similmente alla campana delle meduse.
Per ridurre il consumo d'acqua era dotata di una doccia a nebbia sottile, e conteneva anche altre innovazioni funzionali nel mobilio e nell'impiantistica, come la cupola superiore rotante per sfruttare i venti naturali per il condizionamento.
La struttura della casa era progettata per essere consegnata in due contenitori cilindrici, mentre gli arredi si sarebbero potuti acquistare dai rivenditori locali.

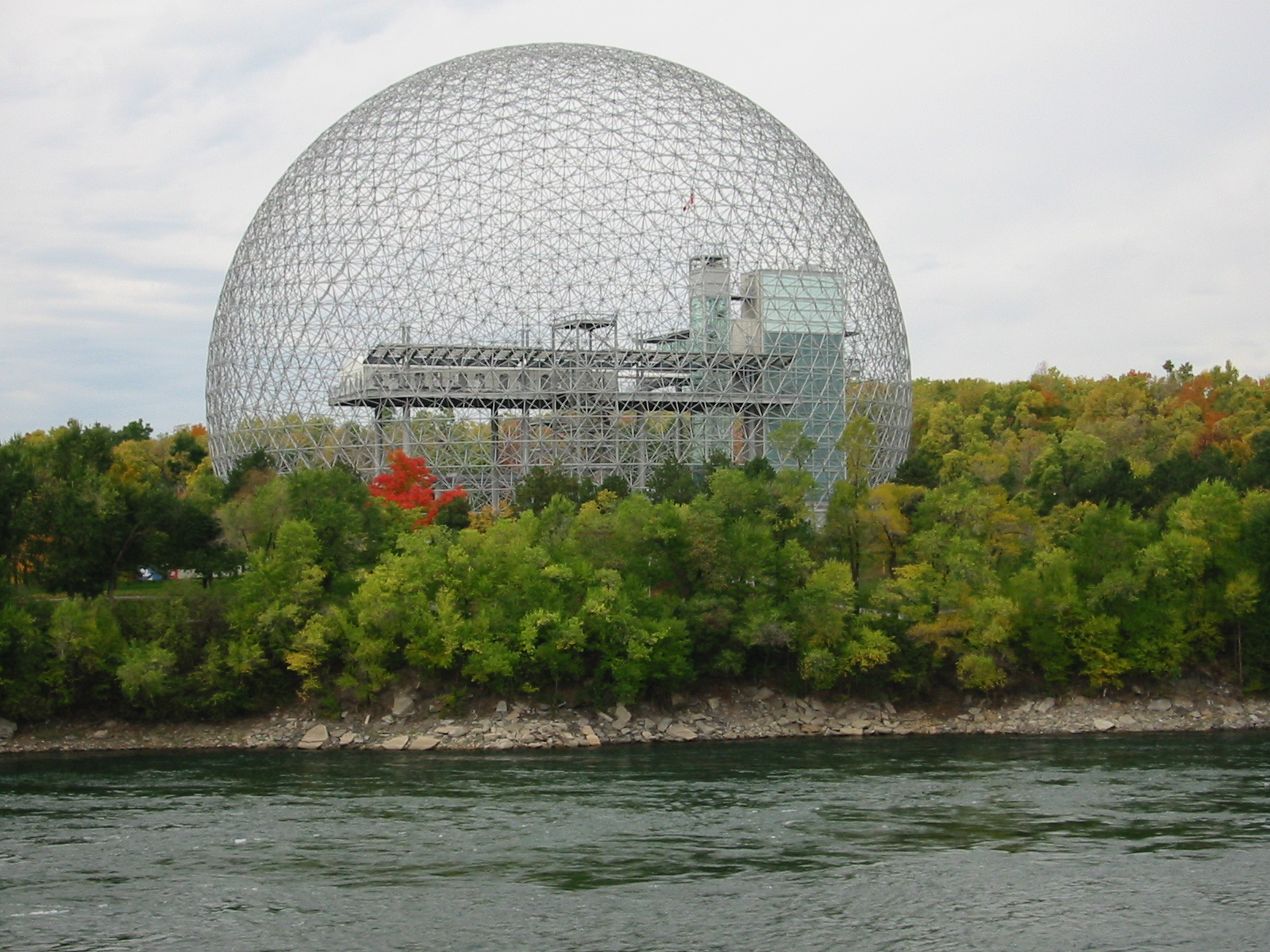
Il Padiglione Americano alla "Expo 67", disegnato da R. Buckminster Fuller

Pensata per la prima volta negli anni venti e sviluppata a Wichita (Kansas), la casa era leggera, estremamente economica, facile da montare e particolarmente adatta all'utilizzo in climi ventosi: nel pensiero di Fuller doveva essere prodotta dalle stesse industrie che avevano prodotto gli aerei della seconda guerra mondiale.
Dal look ultramoderno, con struttura in alluminio e coperture in acciaio, richiedeva solo 90 metri quadrati di spazio per l'installazione nella sua versione base.
Nonostante i numerosissimi ordini derivanti dal boom post-bellico, la casa non venne mai prodotta a causa del fallimento dell'azienda dovuto a politiche interne.
Buckminster Fuller aveva come priorità la comprensione, la ricerca e la scoperta, desiderava essere un pioniere. La sua intera opera può essere vista come una grande e nobile scommessa.

## Risultati pratici
Sebbene un buon numero di progetti di Fuller non abbiano mai raggiunto il successo industriale e di pubblico, alcuni ancora esistono.
Molte cupole geodetiche sono state costruite e sono ancora in uso: secondo il Buckminster Fuller Institute oggi ne esistono di diametro superiore ai 200 metri. Le principali si trovano in Giappone e Stati Uniti. 

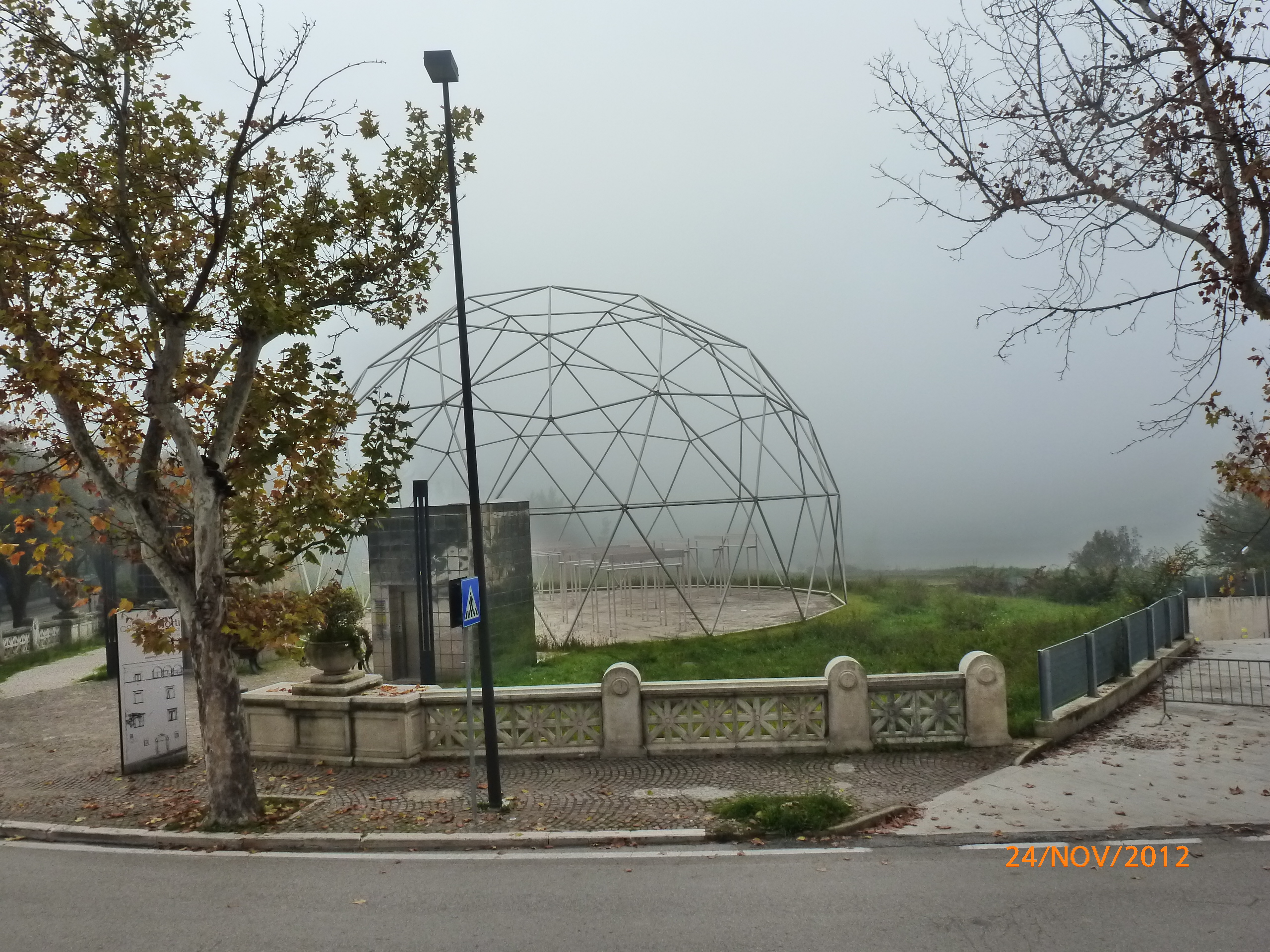
La Spoletosfera

 In Italia, e precisamente all'ingresso sud di Spoleto, sorge una cupola geodetica opera di Fuller, donata alla città nel 1967 e chiamata Spoletosfera. Il 21 dicembre del 2008, grazie a un'idea dell'architetto spoletino Giorgio Flamini e all'intervento dei fratelli Zefferino e Maria Flora Monini, la cupola è stata dotata di un sistema di illuminazione assolutamente non invasivo e formato da circa 105.000 luci a LED bianche che la rendono "viva" anche nelle ore di buio facendo diventare l'opera di Fuller uno dei simboli della città.
Le strutture geodetiche non ebbero il successo previsto da Fuller nel mercato delle abitazioni, soprattutto a causa della difficoltà nell'adattarvi strutture pensate per case tradizionali (finestre, impianti elettrici, camini), e soprattutto per la non convenzionalità della forma.
Il grande merito di Fuller fu quello di spingere un'intera generazione di studenti e professionisti a pensare "fuori dagli schemi" e a mettere in dubbio le concezioni finora date per scontate. Fuller ispirò altri designer e architetti come Norman Foster e Steve Baer che portarono avanti lo studio delle costruzioni in forme innovative diverse dai classici rettangoli.

## Filosofia e visione del mondo
"Non cambierai mai le cose combattendo la realtà esistente. Per cambiare qualcosa, costruisci un modello nuovo che renda la realtà obsoleta."
Buckminster Fuller ispirò l'umanità e la spinse a dare uno sguardo omnicomprensivo al mondo finito in cui viviamo e alle possibilità infinite per migliorare gli standard di vita all'interno di esso. Volendo ridurre gli scarti, Fuller esplorò e propose il principio dell'"efemeralizzazione" — che in parole semplici significava "fare di più con meno".
La ricchezza può essere aumentata riciclando le risorse in prodotti nuovi e di maggior valore, e i prodotti più sofisticati avrebbero richiesto minor materiale per la produzione.
Nella realtà questo modello di sviluppo si è parzialmente avverato con la miniaturizzazione degli oggetti e degli strumenti.
Fuller fu uno dei primi a propagare una visione del mondo sistemica, (cfr. Operating manual for Spaceship Earth, Synergetics) ed esplorò i principi dell'efficienza energetica e dell'uso razionale dei materiali.
Considerando il ciclo di lavorazione e utilizzo del petrolio dal punto di vista del "budget energetico planetario", derivante principalmente dalla quantità di raggi solari ricevuti dal pianeta, Fuller ha calcolato che ogni litro di petrolio consumato costa al pianeta oltre 300.000 dollari per essere prodotto.
In particolare identificava il consumo per il trasporto di pendolari una perdita secca in confronto ai guadagni generati.
Era particolarmente interessato alla sostenibilità e al tema della sopravvivenza della razza umana con l'attuale sistema socio economico e, nonostante le critiche, era profondamente ottimista sulle prospettive dell'umanità, anche durante il periodo della Guerra Fredda.
Secondo Fuller, con l'evoluzione delle conoscenze avvenuta negli anni settanta e il crescente sfruttamento delle risorse naturali, si sarebbe passati da un'economia competitiva ad un'economia cooperativa e la guerra non sarebbe stata necessaria.
"L'egoismo", dichiarò, "non è necessario, e non è razionalizzabile... la guerra è obsoleta...".
Avendo assistito al principale periodo di progresso tecnologico dell'umanità, che permetteva di curare malattie un tempo letali e di viaggiare a prezzi ridotti, Fuller disse che l'umanità "è composta da 4 miliardi di miliardari".
Oltre al vasto studio sui grandi concetti filosofici dell'umanità, le intuizioni più importanti di Fuller riguardarono la geometria analitica. Affermò che l'universo fosse composto da matrici di tetraedri. Sviluppò questo concetto in diversi modi, dall'approssimazione delle sfere con altri solidi alla stabilizzazione degli oggetti nello spazio tramite tiranti.

### Curiosità
- Fuller era amico dell'artista di Boston Pietro Pezzati.
- Sperimentò con il sonno polifasico.
- Un nuovo stato allotropico del carbonio, quello dei (fullereni), e una particolare molecola di quell'allotropo (buckminsterfullerene) hanno ricevuto il suo nome. Tale stato e il suo nome, è legato al fatto che il carbonio a livello molecolare assume in natura, nei fullereni, una struttura cava, sferica o cilindrica, del tutto analoga alle sue strutture.
- In epoca di Guerra Fredda furono installate numerosissime cupole geodetiche di protezione alle grandi antenne Radar del "NORAD" in zone artiche; le cupole erano standardizzate al massimo per essere installate da personale non specializzato in zone impervie e in condizioni atmosferiche estreme, in due o tre giorni. Quando a commemorazione ne venne installato un esemplare in un parco urbano negli Stati Uniti ci vollero tre mesi per problemi amministrativi e sindacali[3]
- Il 12 luglio 2004, l'United States Post Office rilasciò un francobollo commemorativo nel 50º anniversario del brevetto della cupola geodetica e nel giorno del suo 109º compleanno.
- Il gruppo rock belga dEUS ha inciso nel 2008 "The Architect", canzone evidentemente ispirata alla vicenda di Fuller.
- Fuller documentò la sua vita ogni 15 minuti dal 1915 al 1983. Chiamò questi documenti "Dymaxion Chronofile", come naturale cronologia della sua vita come "progetto". Si ritiene che la sua sia la vita maggiormente documentata della storia.
- Fu positivista.
- Era membro del Mensa.[4]

## Invenzioni principali
- Elenco dei brevetti
- Dymaxion House (1928)
- Dymaxion Car aerodinamica (1933)
- Vano bagno compatto prefabbricato (1937)
- Dymaxion Map del mondo (1946)
- Tensostrutture (1949)
- Cupola geodetica per la Ford Motor Company (1953)
- Brevetto della cupola geodetica (1954)

## Pubblicazioni
- 4-D Timeline (1928)
- Nine Chains to the Moon (1938)
- The Dymaxion World of Buckminster Fuller (1960) con Robert W. Marks.
- Untitled Epic Poem on the History of Industrialization (1962)
- Education Automation: Freeing the Scholar to Return to his Studies (1962)
- Operating Manual for Spaceship Earth (1963/1969/1971)
  - Manuale operativo per Nave Spaziale Terra, Milano, il Saggiatore, 2018, ISBN 9788842824725
- Your Private Sky
- Ideas and Integrities (1969)
- Utopia or Oblivion: The Prospects for Humanity (1969)
- Approaching the Benign Environment (1970)
- I Seem to Be a Verb (1970)
- No More Secondhand God and Other Writings
- Intuition (1973)
- Buckminster Fuller to Children of Earth (1972)
- Earth, Inc. (1973)
- Synergetics: Explorations in the Geometry of Thinking (1975)
- Tetrascroll: Goldilocks and the Three Bears: A Cosmic Fairy Tale (1975)
- And It Came to Pass — Not to Stay (1976)
- R. Buckminster Fuller on Education (1979)
- Critical Path (1981)
- Synergetics 2: Further Explorations in the Geometry of Thinking (1983)
- Grunch of Giants (1983)
- Inventions: the Patented Works of R. Buckminster Fuller (1983)
- Cosmography (1992, postumo)